# Michel Rousseau (cyclisme)
Pour les articles homonymes, voir Michel Rousseau et Rousseau.
Michel Rousseau est un coureur cycliste français né le 5 février 1936 à Paris et mort le 23 septembre 2016 à Saint-Yrieix-la-Perche.

## Carrière

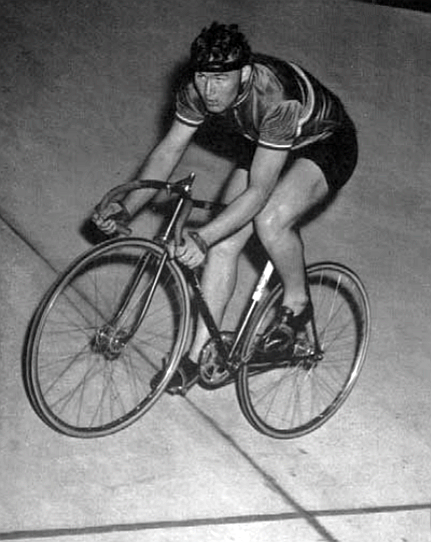
Michel Rousseau en finale de poursuite individuelle aux JO de Melbourne en 1956.

Fils de bougnat, son entraîneur en amateur est Louis Gérardin (dit « Toto »). Son principal rival français est alors Roger Gaignard. Devenu professionnel, son manager est Daniel Dousset.
Durant sa carrière, la spécialité de Michel Rousseau est la vitesse sur piste. Son palmarès compte un titre de champion olympique conquis en 1956 et un titre de champion du monde professionnel en 1958, faisant suite à deux titres amateurs.
Une fois sa carrière professionnelle terminée, en 1968, il ouvre un magasin de prêt-à-porter, puis une petite auto-école pour handicapés dans le 15e arrondissement parisien.
Original, il élevait — d'après Gaignard — un crocodile dans sa baignoire, et il possédait une chouette vivante dans son appartement.
Il décide alors d'émigrer au Canada, puis en Afrique du Sud (comme entraîneur), et enfin en Australie près de Melbourne. Retraité, il revient en France, et s'installe en Haute-Vienne où il meurt.

## Palmarès

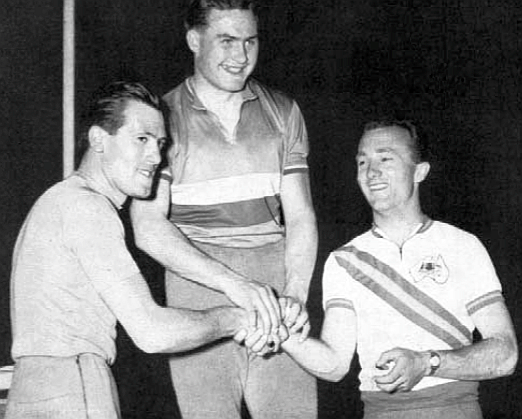
Le podium de poursuite individuelle aux JO de Melbourne : 1er Michel Rousseau (Fr), 2e G. Pesenti (It), 3e R. Ploog (Aus).

### Jeux olympiques
- Melbourne 1956
  -  Champion olympique de vitesse

### Championnats du monde
- Copenhague 1956
  -  Champion du monde de vitesse amateurs
- Rocourt 1957
  -  Champion du monde de vitesse amateurs
- Paris 1958
  -  Champion du monde de vitesse
- Amsterdam 1959
  -  Médaillé d'argent de la vitesse
- Zurich 1961
  -  Médaillé d'argent de la vitesse

### Grands Prix
- Grand Prix de Paris amateurs : 1956

### Championnats nationaux
- Champion de France de vitesse amateurs : 1957
- Champion de France de vitesse professionnels : 1959 (été, hiver), 1960, 1961, 1962, 1967

### Autres compétitions
- Course de la Médaille : 1956
- Challenge Victor Goddet : 1959
- Prix Richter-Richli : 1959

## Distinction
En 2002, Michel Rousseau fait partie des coureurs retenus dans le Hall of Fame de l'Union cycliste internationale.

## Famille
Michel Rousseau est le grand-père du plongeur australien Cassiel Rousseau, champion du monde en 2023.